# Varstvena biologija
Varstvena biologija je interdisciplinarna, aplikativna, znanstveno rigorozna znanstvena veda. Je krizna disciplina, naravnana k reševanju problema upada biodiverzitete. 
Ciljno se ukvarja z ohranjanjem biodiverzitete (struktur, funkcij in procesov na ravni od genov do ekosistemov), z ohranjanjem dinamike evolucijskih in ekoloških procesov in z iskanjem teoretičnih osnov in praktičnih rešitev problema ohranjanja. 
Cilj varstvene biologije je, da biodiverziteto ohrani in omogoči zagotoviti možnost za nadaljnje evolucijske spremembe.

## Nastanek varstvene biologije
Varstvena biologija je nastala kot odziv časa, ko je upadanje biodiverzitete dobilo krizne razsežnosti. Koncept rezervatnega varstva, ki ga izvajamo danes, dolgoročno ne zagotavlja ohranjanje biodiverzitete. Prvi kongres varstvenih biologov je bil leta 1978 v San Diegu (Kalifornija), Društvo za varstveno biologijo pa je bilo ustanovljeno šele leta 1985. Od takrat članstvo združenja izredno hitro narašča. Izdajajo dvomesečnik »Varstvena biologija« (Conservation Biology).

## Načela varstvene biologije
Varstvena biologija temelji na nekaterih predpostavkah, ki so jih privrženci te znanstvene discipline sprejeli za svoje. Načela, ki opredeljujejo in usmerjajo delovanje varstvene biologije:
- Evolucijska sprememba, ki življenje na Zemlji generira, ohranjuje biodiverziteto in ohranja populacije, katerih usoda je nadaljnja evolucija.
- Dinamična ekologija določa odprte ekosisteme, ki jih opredeljuje stalna dinamika. Varstvena biologija mora predvideti spremembe znotraj meja rezervatov in s kompleksnimi ukrepi mora znati preprečiti izolacijo ekosistema in mu tako omogočiti nadaljnji časovni in prostorski razvoj.
- Prisotnost človeka v ekosistemih je vedno bila in vedno bo. Varstvena biologija išče take oblike trajnostne rabe dobrin, ki bodo sprejemljive za ljudi. Lokalnemu prebivalstvu, ki se srečuje z omejitvami v rezervatih, morajo biti zagotovljene enake možnosti ekonomskega in kulturnega razvoja kot drugim skupinam. Propadanje biodiverzitete je posledica demografske eksplozije in negospodarne rabe naravnih dobrin.

## Etična načela varstvene biologije
- Raznovrstnost življenja je vrednota – biodiverziteta nam polepša dan in zagotavlja pestrejšo izbiro hrane.
- Izrebljanje živalske ali rastlinske vrste ni moralno
- Ekološka kompleksnost je vrednota – živali in rastline so v ekosistemu med seboj povezane in ti odnosi jim zagotavljajo preživetje.
- Evolucija je vrednota – evolucija je proces, ki omogoča biodiverziteto.
- Biološka raznovrstnost je vrednota, saj imajo vrste lastno vrednost, ki ni odvisna od njihove ekonomske, religiozne, estetske vrednosti.